# Biserica de lemn din Mociu

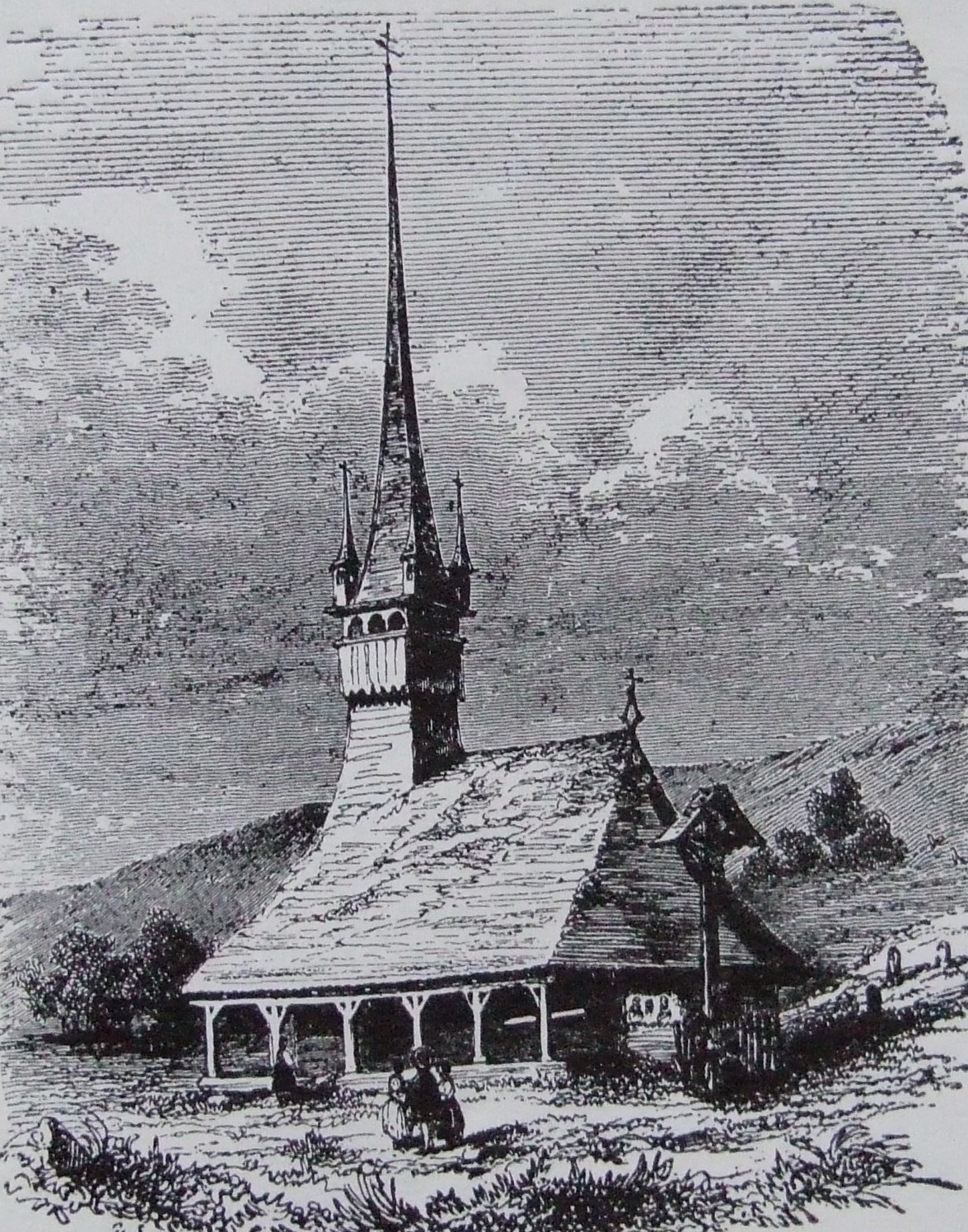
Gravură ce înfățișează vechea biserică de lemn din Mociu, județul Cluj făcută de Gerando I.

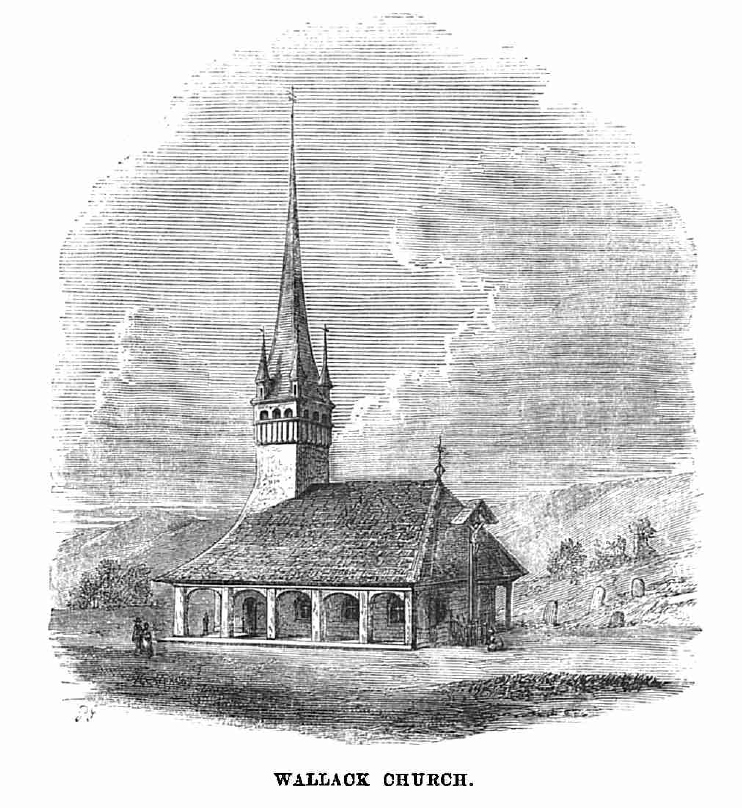
Biserica de lemn din Mociu, Cluj, în lucrarea lui Charles Boner din 1865, copie după gravura lui Gerando I.

Biserica de lemn din Mociu a avut soarta altor sute de biserici de lemn din Transilvania. După construcția noii biserici de zid, în anul 1901, vechea biserică a fost demolată. Gravura lui Gerando I. păstrează amintirea vechii biserici de lemn din Mociu pentru posteritate. Copia publicată de Charles Boner în 1865 a ilustrat pentru cititorul secolului 19 anonimele biserici de lemn transilvane.

## Trăsături
Gravura surprinde o biserică de dimensiuni mici spre medii, cu trăsături ușor de recunoscut în mai tot Ardealul. Avea o planimetrie obișnuită, cu pronaos, naos și absida altarului desfășurate succesiv de la vest spre est. Pe latura de sud biserica avea o prispă cu șase stâlpi. Întrarea în biserică se făcea din această prispă. Acoperișul este comun pentru toate încăperile bisericii. Deasupra altarului acoperișul de draniță se desfășoară în mai multe ape sugerând un altar mai îngust decât biserica, terminat poligonal. Peste pronaos se regăsește turnul clopotniță. Acesta prezintă o galerie deschisă, împărțită în trei registre prin intermediul unor stâlpi. Fleșa ascuțită a turnului se profilează deasupra galeriei și este însoțită pe fiecare colț de un mic turnuleț.